# Dorothea de Brandenburg
Dorothea de Brandenburg (n. 1430, Margrafiatul Brandenburg, Sfântul Imperiu Roman – d. 10 noiembrie 1495, Kalundborg, regiunea Sjælland, Danemarca) a fost soția lui Christopher de Bavaria și a lui Christian I al Danemarcei. A fost regină consort a Danemarcei (1445–1448 și 1449–1481), Norvegiei (1445–1448 și 1450–1481) și a Suediei (1447–1448 și 1457–1464). De asemenea, a fost regent a Danemarcei în timpul absenței soțului ei.

## Familia
Dorothea s-a născut în 1430 sau 1431 ca fiică a lui Johann, Margraf de Brandenburg-Kulmbach și a Barbara de Saxa-Wittenberg (1405–1465). Ea a avut două surori: Barbara (1423–1481), care a devenit marchiză de Mantua, și  Elisabeta (14??-1451), care a devenit ducesă de Pomerania.
La 12 septembrie 1445 Dorothea s-a căsătorit cu Christopher de Bavaria, rege al Danemarcei din 1440 până în 1448, al Suediei din  1441 până în 1448 și al Norvegiei din 1442 până în 1448. Nunta a avut loc la Copenhaga. Ea a fost încoronată regină a celor trei regate la 14 septembrie 1445.
După decesul lui Christopher, Dorothea s-a căsătorit cu următorul rege ales al Danmarcei, regele Christian I, la 28 octombrie 1449. În 1457 a devenit regină a Suediei pentru a doua oară și a fost încoronată în Catedrala din Uppsala.